# Classe Kaiser Franz Joseph I
A Classe Kaiser Franz Joseph I foi uma classe de cruzadores protegidos operada pela Marinha Austro-Húngara, composta pelo SMS Kaiser Franz Joseph I e SMS Kaiserin Elisabeth. Suas construções começaram no final da década de 1880; o batimento de quilha das duas embarcações ocorreram em 1888. O Kaiser Franz Joseph I foi construído pelos estaleiros da Stabilimento Tecnico Triestino, enquanto o Kaiserin Elisabeth foi construído no Arsenal Naval de Pola. O primeiro navio foi lançado ao mar em 1889 e comissionado no ano seguinte, enquanto o segundo foi lançado em 1890 e comissionado em 1892. Um terceiro cruzador foi planejado, mas nunca construído.
A classe foi construída em resposta aos cruzadores italianos Giovanni Bausan e Etna, com seu projeto tendo sido muito influenciado pela estratégia naval da Jeune École. O vice-almirante Maximilian Daublebsky von Sterneck, o comandante da marinha, tinha a intenção para que servissem como uma espécie de couraçado, porém mudanças na tecnologia naval e pensamento estratégico os deixaram obsoletos pouco depois de terem entrado em serviço. Mesmo assim, os dois cruzadores permaneceram como componentes importantes da política naval austro-húngara, que continuou a enfatizar a doutrina da Jeune École e a importância da defesa litorânea e viagens diplomáticas.
O Kaiser Franz Joseph I e o Kaiserin Elisabeth participaram de várias viagens para o exterior no início de suas carreiras, com o segundo realizando uma viagem para o Oceano Pacífico entre 1892 e 1893. Foi a primeira viagem desse tipo de uma embarcação austro-húngara com casco de ferro e durante a maior parte o arquiduque Francisco Fernando, herdeiro do trono, esteve a bordo. O navio também se envolveu na supressão do Levante dos Boxers na China em 1899. Depois disto a Áustria-Hungria recebeu uma concessão territorial em Tianjin, o que fez os membros da Classe Kaiser Franz Joseph I alternarem períodos de serviço no local até a Primeira Guerra Mundial.
O Kaiserin Elisabeth estava na China no começo da guerra e ajudou na defesa da alemã Baía de Kiauchau, porém foi deliberadamente afundado ao final do Cerco de Tsingtao em novembro de 1914. O Kaiser Franz Joseph I permaneceu a maior parte do conflito na Baía de Cátaro e pouco fez, mas mesmo assim ajudou no bombardeio de fortificações montenegrinas em 1914 e 1916. Ele foi descomissionado e desarmado em 1917 e transformado em um quartel-general flutuante. O cruzador foi tomado pelos Aliados ao final da guerra e posteriormente cedido à França como prêmio de guerra, porém afundou durante um vendaval próximo de Kumbor em meados de outubro de 1919.

## Antecedentes
O imperador Francisco José I promoveu o barão Maximilian Daublebsky von Sterneck à patente de vice-almirante e o nomeou Comandante da Marinha Austro-Húngara e Chefe da Seção Naval do Ministério da Guerra em 13 de novembro de 1883. A presença de Sterneck na Batalha de Lissa e suas conexões anteriores com o vice-almirante Wilhelm von Tegetthoff fez com que sua promoção fosse amplamente apoiada dentro da marinha. Ele passou seus primeiros anos no posto de comandante reformando a administração burocrática da marinha, começando então a ir atrás de um novo programa de construção naval no final da década de 1880 e início da década de 1890.

### Jeune École

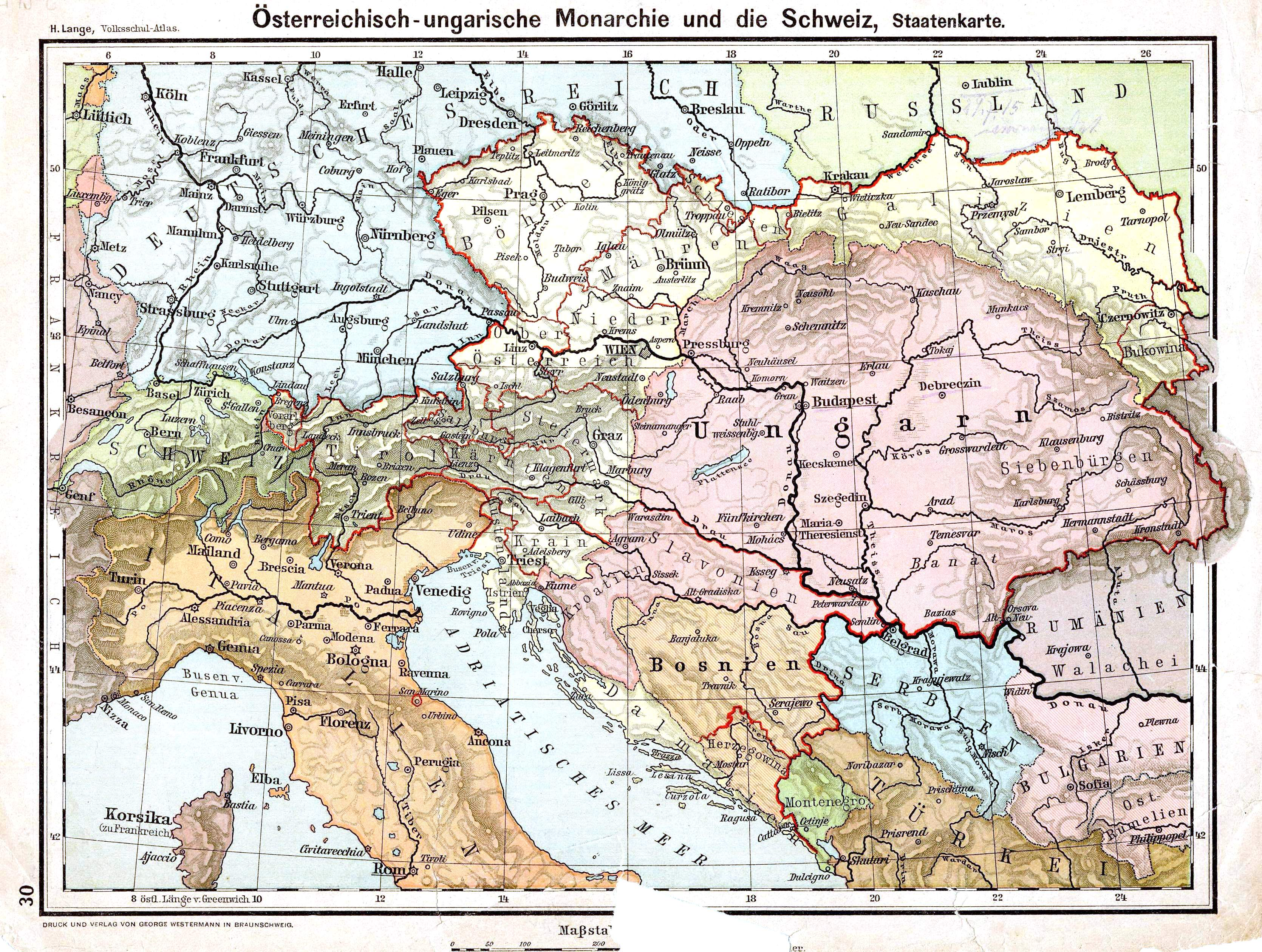
Mapa da Áustria-Hungria e o Mar Adriático em 1899

O filosofia naval da Jeune École começou a ganhar proeminência entre as pequenas marinhas europeias na década de 1880, particularmente dentro da Marinha Nacional Francesa, onde foi desenvolvida por teóricos que desejavam enfrentar a força da Marinha Real Britânica. A Jeune École defendia o uso de uma frota composta por navios menores como cruzadores, contratorpedeiros e barcos torpedeiros para enfrentar uma frota maior de ironclads e couraçados, além de atrapalhar o comércio marítimo global. A Jeune École foi rapidamente adotada como a principal estratégia naval da Áustria-Hungria sob a liderança de Sterneck. Seu grande apoio estava baseado em uma crença que a estratégia aparentemente se encaixava com a política naval austro-húngara já existente, que defendia defesa litorânea e uma projeção de poder limitada além do Mar Adriático. Testes realizados na primeira metade da década de 1880 levaram Sterneck a acreditar que ataques de torpedos contra uma frota de couraçados, um componente central da Jeune École, teria de ter o apoio de embarcações maiores como cruzadores. A Áustria-Hungria não tinha a capacidade de atrapalhar o comércio global por sua localização no Adriático e as duas marinhas em potencial com quem poderia entrar em guerra, a Marinha Real Italiana e a Marinha Imperial Russa, careciam de alvos adequados para ataques comerciais ou colônias ultramarinas, assim os cruzadores projetados sob os princípios da Jeune École seriam focados em defesa litorânea e liderança de flotilhas de barcos torpedeiros. Esses testes e a adoção da Jeune École como a principal estratégia naval da Marinha Austro-Húngara levaram ao desenvolvimento dos cruzadores da Classe Kaiser Franz Joseph I.

### Propostas e orçamento
Sterneck, sob o plano naval de 1881, aprovado por seu antecessor, o almirante barão Friedrich von Pöck, propôs a construção da Classe Kaiser Franz Joseph I às Delegações Austríaca e Húngara para Questões Comuns como "substitutos" dos antigos ironclads SMS Lissa e SMS Kaiser. O Kaiser não servia ativamente desde 1875 e Pöck tinha a intenção de substituí-lo antes de deixar o cargo em 1883. O Lissa fora colocado na frota de reserva em 1888. Ambas as delegações apoiaram a proposta para os cruzadores, muito devido ao seu preço relativamente baixo quando comparado aos navios capitais da época. Os dois navios da Classe Kaiser Franz Joseph I custariam 5,36 milhões de guldens ou 10,72 milhões de coroas, enquanto o ironclad SMS Kronprinz Erzherzog Rudolf, que teve sua construção iniciada em 1884, custou 5,44 milhões de guldens. As Delegações assim alocaram fundos para a construção de duas embarcações, "Cruzador Abalroador A" e "Cruzador Abalroador B", sob os orçamentos de 1888 e 1889.
Sterneck foi inspirado a propor a Classe Kaiser Franz Joseph I após a construção dos cruzadores italianos Giovanni Bausan e os quatro da Classe Etna, porém seu entusiasmo inicial foi diminuído por preocupações que os navios seriam incapazes de se igualar a couraçados de outros países, que estavam começando a se aproximar de dez mil toneladas. O Conselho Ministerial austro-húngaro defendeu em 1889 que um proposto terceiro cruzador da classe fosse adiado. Financiamento para o "Cruzador Abalroador C" foi incluído no orçamento naval de 1890, porém as Delegações nunca deram autorização para a construção da embarcação e suas obras nunca foram iniciadas.

## Projeto

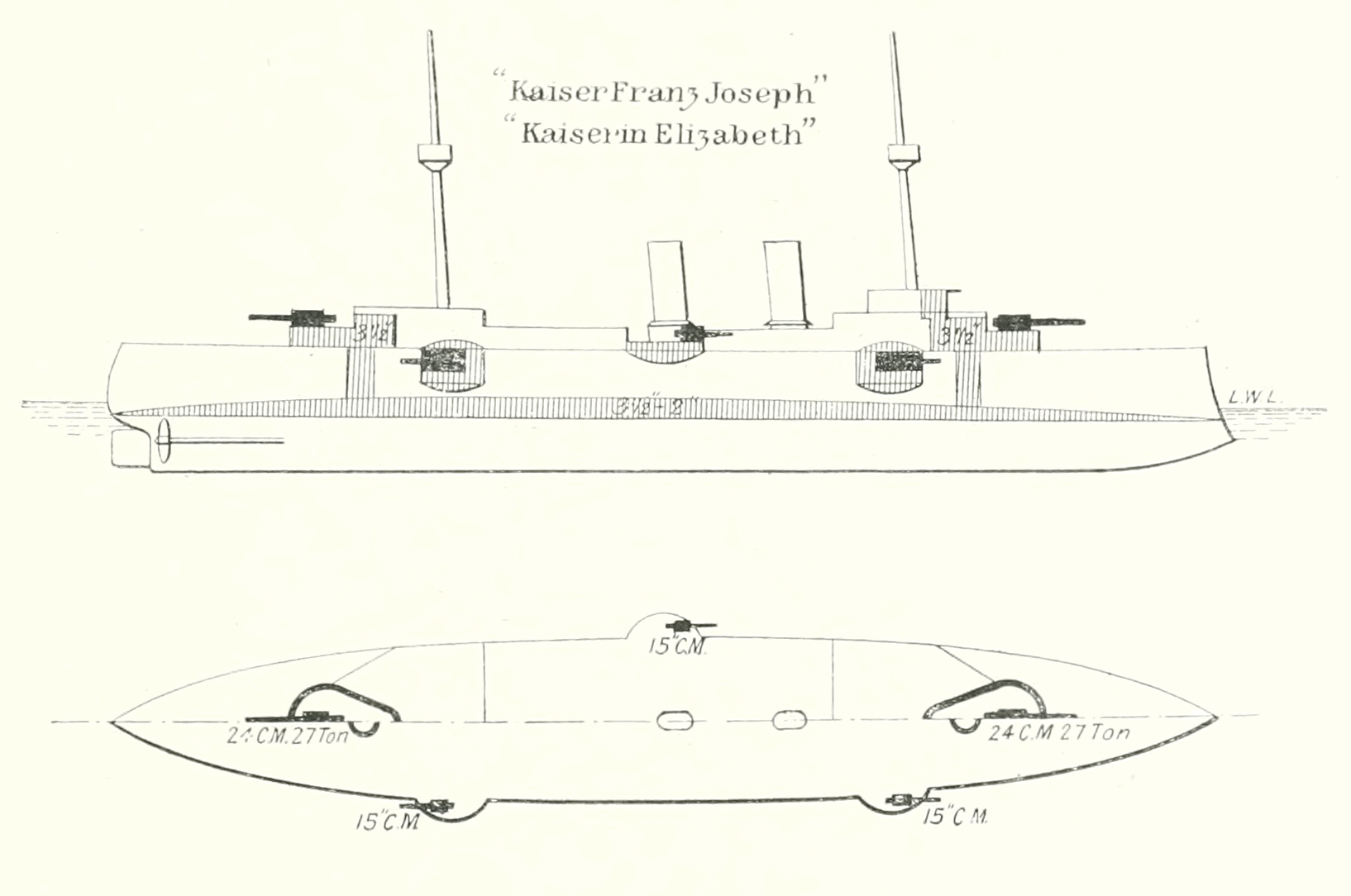
Desenho da Classe Kaiser Franz Joseph I

Os cruzadores da Classe Kaiser Franz Joseph I foram autorizados próximos do começo da segunda corrida armamentista naval entre a Áustria-Hungria e a Itália, tendo sido projetados para liderarem flotilhas de barcos torpedeiros contra uma frota maior de couraçados. Apesar dos dois países terem se tornado aliados em 1882 sob a Tríplice Aliança com a Alemanha, a Marinha Real Italiana permaneceu como a maior potência naval na região, com a qual a Marinha Austro-Húngara frequentemente se comparava desfavoravelmente. A Itália, mesmo tendo sido derrotada na Batalha de Lissa em 1866 durante a Terceira Guerra de Independência Italiana, ainda assim continuou a possuir uma marinha maior que a Áustria-Hungria nos anos pós-guerra. A disparidade entre as duas marinhas já existia antes mesmo da primeira corrida armamentista naval entre os dois países no início da década de 1860. Os austro-húngaros conseguiram diminuir a diferença de poderio naval no decorrer da década de 1870, mas os italianos ainda assim detinham a terceira maior frota do mundo no final da década de 1880, atrás apenas de Reino Unido e França.
Sterneck declarou que os navios da Classe Kaiser Franz Joseph I eram os "couraçados do futuro", tendo sido concebido que eles liderariam uma divisão torpedeira composta pelos cruzadores torpedeiros da Classe Panther, dois contratorpedeiros e doze barcos torpedeiros. O deslocamento e velocidade dos cruzadores ilustravam a aplicação austro-húngara da Jeune École, enquanto os proeminentes rostros na proa refletiam o legado da Batalha de Lissa, que viu a muito menor frota austríaca derrotar a poderosa frota italiana com táticas de abalroamento. Sterneck acreditava que os navios operariam em confrontos caóticos a curta distância junto com a divisão torpedeira que liderariam, o que necessitaria de uma proa com rostro a fim de danificar e afundar embarcações inimigas como Tegetthoff havia feito em Lissa. As armas grandes dos cruzadores foram escolhidas para dar embasamento ao plano de Sterneck de que a Classe Kaiser Franz Joseph I substituiria os poderosos ironclads e couraçados.

## Características
A Classe Kaiser Franz Joseph I foi projetada pelo engenheiro Franz von Jüptner, o Engenheiro Chefe da Marinha Austro-Húngara. Os navios tinham um comprimento de fora a fora de 103,7 ou 103,9 metros e um comprimento entre perpendiculares de 97,9 metros. Eles tinham uma boca entre 14,75 e 14,8 metros, enquanto seu calado podia chegar a 5,7 metros quando totalmente carregados com suprimentos de batalha. As embarcações foram projetadas para terem um deslocamento normal de 3 967 toneladas, porém seu deslocamento carregado chegava a 4 494 toneladas. O número de tripulantes ficava entre 367 e 444 oficiais e marinheiros.

### Propulsão
Os navios possuíam dois eixos que operavam duas hélices, cada uma de 4,35 metros de diâmetro. Essas hélices eram movidas por dois conjuntos de motores de tripla-expansão horizontais que foram projetados para proporcionar oito mil ou 8 450 cavalos-vapor (5 970 ou 6,3 mil quilowatts) de potência. O vapor para os motores provinha de quatro caldeiras cilíndricas, o que dava aos navios da Classe Kaiser Franz Joseph I uma velocidade máxima de 19,65 a vinte nós (36,39 a 37,04 quilômetros por hora). Ambos carregavam 670 toneladas de carvão, o que lhes dava uma autonomia de 3,2 mil milhas náuticas (5,9 mil quilômetros) a dez nós (dezenove quilômetros por hora).

### Armamento
O armamento dos navios da Classe Kaiser Franz Joseph I era muito baseado no projeto britânico dos chamados "cruzadores Elswick", como por exemplo o cruzador protegido chileno Esmeralda. Eles eram armados com uma bateria principal composta por dois canhões Krupp K calibre 35 de 240 milímetros montados em duas torres de artilharia únicas, uma na proa e outra na popa. O armamento secundário tinha seis canhões Krupp SK calibre 35 de 149 milímetros montados em casamatas a meia-nau, três em cada lateral. Também foram equipados com dezesseis canhões Škoda SFK calibre 44 de 47 milímetros mais quatro tubos de torpedo de 400 ou 450 milímetros. Estes ficavam em montagens únicas localizadas na proa, na popa e uma em cada lateral. Estas armas grandes foram escolhidas com a intenção de ajudar as embarcações a enfrentaram couraçados a certa distância ao mesmo tempo podendo apoiar ataques de barcos torpedeiros contra um navio ou frota inimiga. Os cruzadores da classe passaram por reformas e modernizações entre 1905 e 1906, com seus armamentos principais tendo sido substituídos por dois canhões Škoda SK calibre 40 de 149 milímetros.
As montagens das armas principais eram formadas por uma plataforma giratória e uma torre de artilharia com domo. Estas montagens eram operadas por um conjunto de bombas de vapor localizadas abaixo do convés principal. Cada torre tinha sua própria bomba de vapor, mas canos seguiam por todo o comprimento dos navios para conectarem cada bomba e suas respectivas torres entre si com o objetivo de criar um sistema de reserva. Cada arma disparava projéteis de 215 quilogramas. A elevação máxima dos dois canhões principais, assim como seu ângulo de recarga, era de 13,5 graus. Nesta elevação, o alcance máximo de disparo era de dez quilômetros. A elevação máxima dos canhões secundários de 149 milímetros era de dezesseis graus. Eles disparavam um projétil de 21 quilogramas e tinham o mesmo alcance das armas principais.

### Blindagem
A Classe Kaiser Franz Joseph I era protegida na linha d'água por um cinturão de blindagem que tinha 57 milímetros de espessura a meia-nau. As torres de artilharia tinham blindagem de noventa milímetros de espessura, enquanto o convés tinha 38 milímetros. A torre de comando era protegida por blindagem entre cinquenta e noventa milímetros de espessura. Os maquinários dos dois cruzadores foram montados na Stabilimento Tecnico Triestino e ambos foram construídos com um casco de fundo duplo e projetados com mais de cem compartimentos estanques. Haviam bombas a vapor usadas para controlar inundações e cada uma podia bombear 1,2 mil toneladas de água por hora.
Os sistemas defensivos dos navios também incluíam depósitos de carvão localizados nas laterais das salas das caldeiras e uma ensecadeira colocada na linha d'água das embarcações, que era preenchida por fibra de celulose. Esta fibra tinha a intenção de selar quaisquer buracos infligidos por disparos de artilharia se inchando ao entrar em contato com a água do mar, enquanto o projétil em si seria retardado pelo carvão dos depósitos, que também serviria para conter qualquer explosão.

## Navios
O "Cruzador Abalroador A" teve seu batimento de quilha em 3 de janeiro de 1888 na Stabilimento Tecnico Triestino, seguido pelo "Cruzador Abalroador B" em julho no Arsenal Naval de Pola. A primeira embarcação foi lançada ao mar no dia 18 de maio de 1889 e batizada como Kaiser Franz Joseph I. Ele passou por seu processo de equipagem e testes marítimos e foi comissionado em 2 de julho de 1890. O segundo navio foi batizado de Kaiserin Elisabeth e lançado em 25 de setembro de 1890, sendo comissionado na frota dois anos depois em 24 de novembro de 1892. Um terceiro cruzador, designado de "Cruzador Abalroador C", nunca foi construído como membro da Classe Kaiser Franz Joseph I. Seu projeto passou por modificações a fim de abordar desenvolvimentos tecnológicos e mudanças de estratégia naval no início da década de 1890, que estavam começando a deixar obsoleto o conceito da Jeune École. Esse projeto acabou levando à construção do cruzador blindado SMS Kaiserin und Königin Maria Theresia.
| Navio                 | Construtor                     | Homônimo          | Batimento            | Lançamento             | Comissionamento        | Destino                           |
| --------------------- | ------------------------------ | ----------------- | -------------------- | ---------------------- | ---------------------- | --------------------------------- |
| Kaiser Franz Joseph I | Stabilimento Tecnico Triestino | Francisco José I  | 3 de janeiro de 1888 | 18 de maio de 1889     | 2 de julho de 1890     | Afundou em 17 de outubro de 1919  |
| Kaiserin Elisabeth    | Arsenal Naval de Pola          | Isabel da Baviera | julho de 1888        | 25 de setembro de 1890 | 24 de novembro de 1892 | Afundado em 2 de novembro de 1914 |

## História

### Tempos de paz
Mudanças tecnológicas e em doutrinas navais fizeram com que os navios da Classe Kaiser Franz Joseph I se tornassem obsoletos pouco depois de serem comissionados, com a Jeune École entrando em rápido declínio nas décadas de 1890 e 1900. Sua fina blindagem, velocidade baixa e armas que demoravam para disparar levaram a marinheiros e oficiais austro-húngaros a chamarem as embarcações de "latas" e "caixas de sardinha de Sterneck". O plano de 1891 de Sterneck acabou rejeitado porque "cruzadores abalroadores" eram muito grandes, caros e pesados para seu tamanho para que pudessem realizar as missões para qual haviam sido originalmente concebidos. Sterneck continuou a apoiar o conceito de cruzador abalroador durante seu período como comandante da marinha, mas sua morte em dezembro de 1897 marcou o fim da aplicação austro-húngara da Jeune École. O fracasso da Classe Kaiser Franz Joseph I contribuiu para a decisão da Marinha Austro-Húngara de fazer a transição de cruzadores para couraçados como seus principais navios capitais, com a Classe Habsburg, a primeira de couraçados austro-húngaros, tendo sua construção iniciada em 1899.
Mesmo assim, as duas embarcações da Classe Kaiser Franz Joseph I tiveram longas carreiras na Marinha Austro-Húngara e ambos realizaram várias viagens e atividades. O imperador Guilherme II da Alemanha convidou a Áustria-Hungria para participar dos exercícios de verão da Marinha Imperial Alemã no Mar Báltico em 1890. O Kaiser Franz Joseph I foi enviado junto com os ironclads Kronprinz Erzherzog Rudolf e SMS Kronprinzessin Erzherzogin Stephanie e o cruzador torpedeiro SMS Tiger para representarem a Marinha Austro-Húngara. O Kaiser Franz Joseph I, sob o comando do contra-almirante Johann von Hinke, partiu em meados de agosto e visitou Gibraltar e Cowes no Reino Unido, onde a rainha Vitória revistou a frota austro-húngara. O cruzador também passou por Copenhague na Dinamarca e Karlskrona na Suécia, juntando-se então aos alemães no Báltico para os exercícios até o início de setembro. No viagem de volta o Kaiser Franz Joseph I parou na França, Portugal, Espanha, Itália e Malta.

#### Viagem ao Pacífico

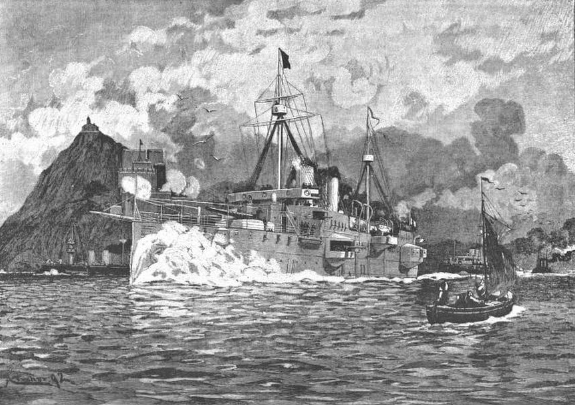
Desenho do Kaiserin Elisabeth em 1893

O Kaiserin Elisabeth partiu em dezembro de 1892 para uma viagem pelo Sudoeste Asiático e Oceano Pacífico, tendo a bordo o arquiduque Francisco Fernando, o herdeiro presuntivo do trono austro-húngaro. A embarcação foi comandada pelo capitão de mar Alois von Becker e tinha dentre seus oficiais o arquiduque Leopoldo Fernando. O cruzador atravessou o Canal de Suez, parando no Ceilão e então em Bombaim, onde Francisco Fernando e seu séquito desembarcaram para viajarem pela Índia. O Kaiserin Elisabeth navegou ao redor do subcontinente indiano e se reencontrou com o arquiduque em Calcutá. A viagem prosseguiu pelas Índias Orientais Holandesas até Sydney, na Austrália. Francisco Fernando desembarcou novamente para realizar uma viagem de caça pelo outback. De Sydney o cruzador passou por Numeá, Novas Hébridas, Ilhas Salomão, Nova Guiné, Sarauaque, Hong Kong e por fim Japão, onde o Kaiserin Elisabeth e Francisco Fernando se separaram. O arquiduque continuou sua viagem pelo Oceano Pacífico a bordo do transatlântico RMS Empress of China até o Canadá, atravessando a América do Norte por trem até cruzar o Oceano Atlântico a bordo de um navio francês, retornando a Trieste por Le Havre em outubro de 1893, completando uma volta ao mundo. O Kaiserin Elisabeth por sua vez seguiu para a China e região e voltou para Trieste pelo Canal de Suez em 1893.
Francisco Fernando posteriormente comentou que sua viagem a bordo do Kaiserin Elisabeth estava entre suas melhores memórias de sua circunavegação ao redor do mundo. Ele relembrou do "agradável círculo de oficiais" que comandavam a embarcação e também elogiou seus marinheiros, particularmente aqueles etnicamente alemães e croatas. Francisco Fernando chegou até mesmo a escrever que seu tempo a bordo do navio fez com que se sentisse como um "membro de uma grande família". O historiador naval Lawrence Sondhaus afirmou que a viagem no Kaiserin Elisabeth solidificou o apoio do arquiduque para reformar a Áustria-Hungria em um estado federalizado, além de seu comprometimento com a expansão e fortalecimento da Marinha Austro-Húngara a fim de transformá-la em uma força naval digna de uma grande potência.

#### 1895–1914

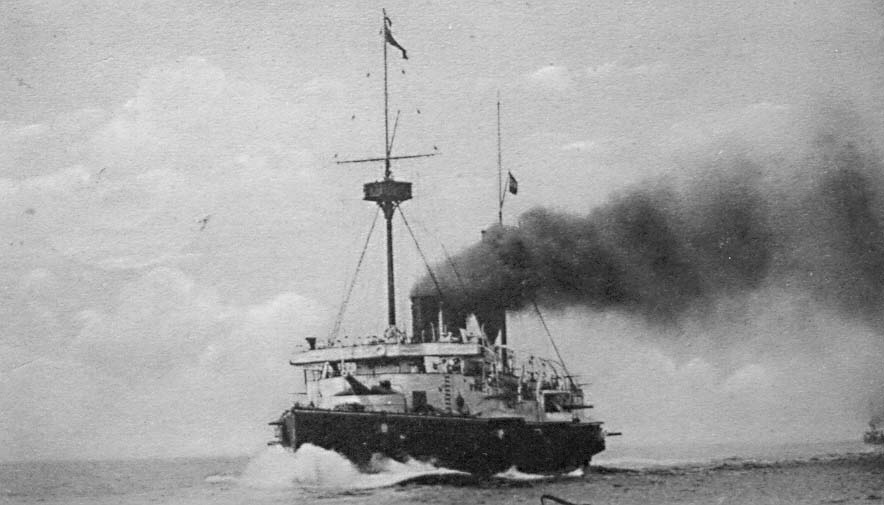
O Kaiser Franz Joseph I

Os dois cruzadores da classe participaram em junho de 1895 da cerimônia de abertura do Canal Imperador Guilherme, na Alemanha. Na viagem de volta para a Áustria-Hungria o Kaiserin Elisabeth foi para a região do Levante, voltando para casa apenas em 1896. No ano seguinte o Kaiser Franz Joseph I partiu para o Sudeste Asiático, retornando no final do mesmo ano a fim de participar de uma demonstração naval internacional em Creta durante uma revolta contra o domínio otomano. Em 1898 foi para Lisboa, em Portugal, para participar de celebrações em homenagem ao explorador Vasco da Gama. O Kaiserin Elisabeth fez outra viagem para o Extremo Oriente em 1899, fazendo parte da contribuição austro-húngara na supressão do Levante dos Boxers na China.
A Áustria-Hungria recebeu uma concessão em Tianjin em 27 de dezembro de 1902 como parte de suas contribuições na supressão do Levante dos Boxers. Foi decidido que a Marinha Austro-Húngara manteria uma presença permanente no Extremo Oriente a fim de proteger a concessão e interesses austro-húngaros na China. O Kaiserin Elisabeth assim ficou na China, enquanto o Kaiser Franz Joseph I passou 1903 e 1904 realizando exercícios no Mar Mediterrâneo. Ele foi modernizado em 1905 para que seus canhões de 240 milímetros fossem substituídos por canhões de 149 milímetros, que eram considerados mais modernos e podiam ser recarregados mais rapidamente. Outras mudanças incluíram subir as armas secundárias para o convés superior, onde estariam menos expostas ao mar e teriam melhores arcos de disparo do que nas casamatas originais próximas da linha d'água. O cruzador partiu para a China mais tarde no mesmo ano a fim de substituir o Kaiserin Elisabeth, que retornou para casa e passou pela mesma modernização em 1906.
O Kaiser Franz Joseph I permaneceu na China até 1908, enquanto o Kaiserin Elisabeth realizou treinamentos de rotina. Os dois navios foram reclassificados em 1908 como cruzadores de 2ª classe ao mesmo tempo que ambos trocaram de funções, com o Kaiserin Elisabeth voltando para a China e o Kaiser Franz Joseph I retornando para a Áustria-Hungria a fim de atuar como navio-escola. Eles foram reclassificados novamente em 1911, desta vez para cruzadores pequenos. No mesmo ano o Kaiserin Elisabeth retornou para casa pela última vez e o Kaiser Franz Joseph I seguiu para sua última designação na China. Nesse período, o Kaiserin Elisabeth foi mobilizado duas vezes durante as Guerras dos Balcãs, enquanto a tripulação do Kaiser Franz Joseph I foi empregada para proteger Xangai na Revolução Xinhai. Os cruzadores trocaram de funções em 1913.

### Primeira Guerra Mundial

#### Início
Francisco Fernando foi assassinado em Sarajevo no dia 28 de junho de 1914, iniciando uma série de eventos que levou ao início da Primeira Guerra Mundial um mês depois. O Kaiser Franz Joseph I estava atuando com a V Divisão de Batalha junto com os três navios de defesa de costa da Classe Monarch e o cruzador torpedeiro SMS Panther na base da Marinha Austro-Húngara em Cátaro. O contra-almirante Richard von Barry foi designado para comandar a divisão, cuja principal função era defesa litorânea. O cruzador protegido SMS Zenta acabou sendo afundado na Batalha de Antivari em 16 de agosto, com o almirante Anton Haus, o comandante da marinha, culpando Barry por não ter partido com seus navios para interceptar as forças francesas, tirando-o de seu posto em outubro e o substituindo pelo contra-almirante Alexander Hansa.
O Kaiser Franz Joseph I serviu na defesa litorânea durante a maior parte da guerra, porém participou de combates contra baterias montenegrinas no alto do Monte Lovćen, que dava vista para a Baía de Cátaro. Uma força francesa ajudou as tropas montenegrinas em setembro de 1914 a instalar oito peças de artilharia na encosta da montanha. Isto fortaleceu ainda mais a artilharia que Montenegro já tinha colocado no local, representando uma enorme ameaça para a base naval austro-húngara em Cátaro. A V Divisão e as forças franco-montenegrinas duelaram pelo controle da baía durante setembro e outubro. A chegada dos couraçados austro-húngaros da Classe Radetzky desabilitou dois canhões franceses e forçou o recuo dos restantes para além do alcance. Os franceses recuaram no final de novembro e entregaram os canhões para os montenegrinos.

#### Cerco de Tsingtao
O Kaiserin Elisabeth era o único navio de guerra austro-húngaro fora do Mar Adriático quando a guerra começou, com exceção de um iate que conseguiu voltar de Constantinopla. Ele navegou primeiro para a concessão alemã em Kiachau, pois era muito lento para atacar navios mercantes britânicos e franceses no Pacífico, seguindo logo depois para Tsingtao, onde reforçou a Esquadra do Leste Asiático alemã. O Japão declarou guerra contra a Alemanha e Áustria-Hungria em 23 e 25 de agosto, respectivamente. Os austro-húngaros tinham a esperança de desarmar o cruzador e interná-lo em Xangai, na esperança que a China devolvesse a embarcação depois do fim bem-sucedido da guerra. Entretanto, Guilherme II ordenou pessoalmente que os austro-húngaros colocassem o navio sob comando das forças alemãs que defendiam a Baía de Kiachau.

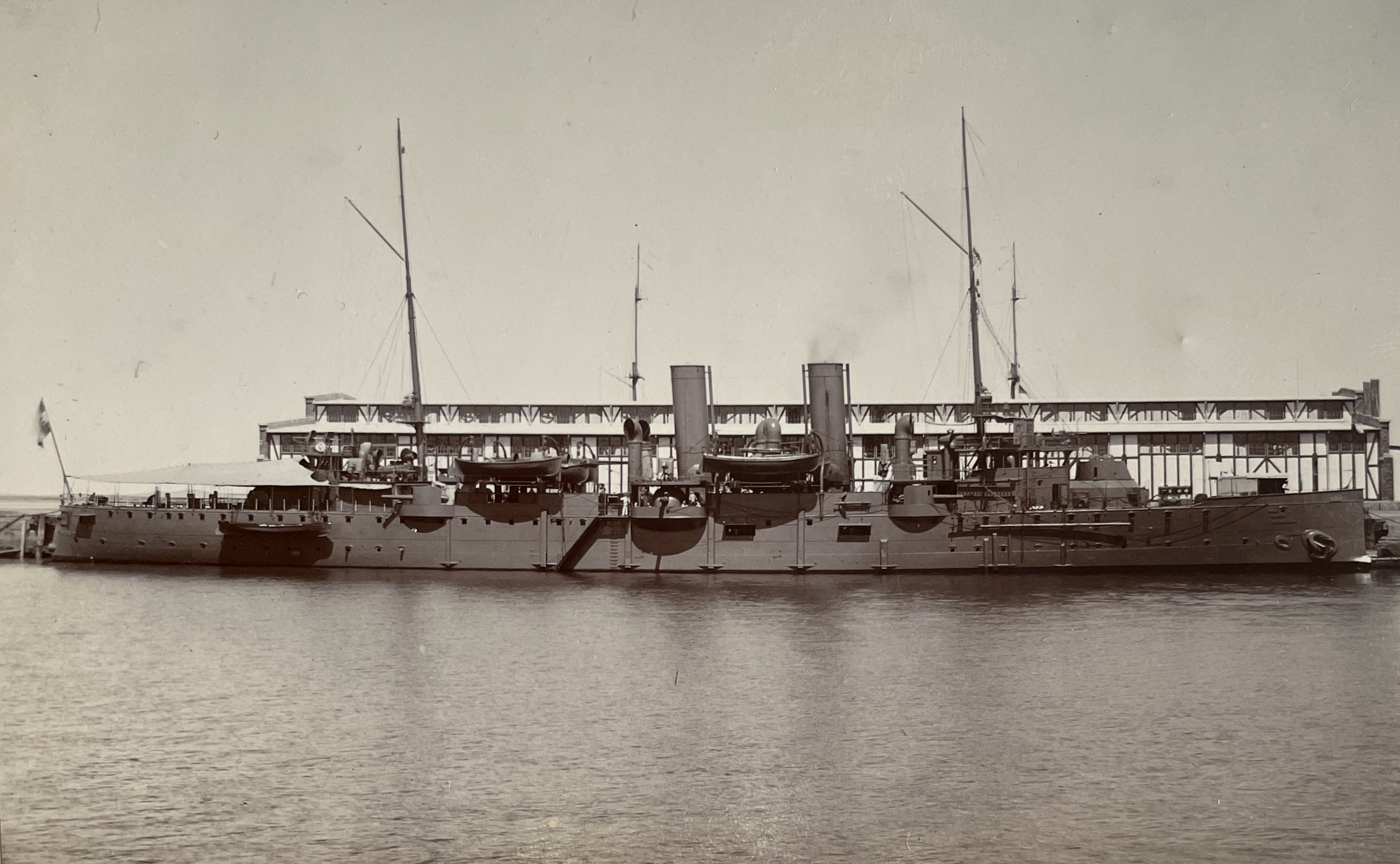
O Kaiserin Elisabeth na China

O Japão rapidamente cercou Tsingtao. A primeira batalha aeronaval na história ocorreu em 6 de setembro, quando um Farman MF.11 lançado do porta-hidroaviões Wakamiya atacou o Kaiserin Elisabeth e a canhoneira alemã SMS Jaguar com bombas, porém sem sucesso. Estes dois navios pouco depois fizeram uma surtida fracassada contra as embarcações japonesas que cercavam a baía. Os canhões do Kaiserin Elisabeth acabaram sendo removidos e montados em terra, criando a chamada "Bateria Isabel". Sua tripulação enquanto isso fez parte da defesa de Tsingtao, liderados pelo capitão Richárd Makovicz. Os navios alemães presos no porto foram sendo deliberadamente afundados a medida que o cerco progredia para que não fossem capturados por japoneses ou britânicos. O Kaiserin Elisabeth foi o penúltimo navio a ser afundado, naufragando em 2 ou 3 de novembro. As forças alemãs e austro-húngaras se renderam em 7 de novembro. Dez tripulantes do Kaiserin Elisabeth foram mortos durante o cerco.
Os quase quatrocentos tripulantes sobreviventes, incluindo Makovicz, foram aprisionados pelos japoneses, passando o restante do conflito espalhados entre cinco campos de prisioneiros de guerra diferentes ao redor do Japão. Ao final da guerra em 1918, aqueles etnicamente italianos foram os primeiros a receberem permissão para voltarem para casa, seguidos pelos outros grupos étnicos que formavam a tripulação do antigo cruzador. Makovicz deixou Kobe apenas em dezembro de 1919 junto com o último grupo de prisioneiros de guerra alemães e austríacos. Eles chegaram primeiro em Wilhelmshaven, na Alemanha, em fevereiro de 1920, com o capitão e seus homens seguindo para Salzburgo, na Áustria, chegando em março, os últimos prisioneiros de guerra da Marinha Austro-Húngara a voltarem.

#### Últimos anos
A Áustria-Hungria e a Alemanha decidiram no final de 1915 que, após conquistarem a Sérvia, Montenegro seria o próximo alvo. O Kaiser Franz Joseph I e o resto da V Divisão começaram uma barragem de artilharia em 8 de janeiro de 1916 contra as defesas montenegrinas no Monte Lovćen que durou três dias. Este bombardeamento permitiu que o XIX Corpo do Exército Austro-Húngaro capturasse a montanha no dia 11. Os austro-húngaros entraram na capital montenegrina de Cetinje dois dias depois, tirando o país da guerra. Depois disso, o Kaiser Franz Joseph I permaneceu ancorado na Baía de Cátaro, raramente deixando o local pelos dois anos seguintes.

#### Motim de Cátaro

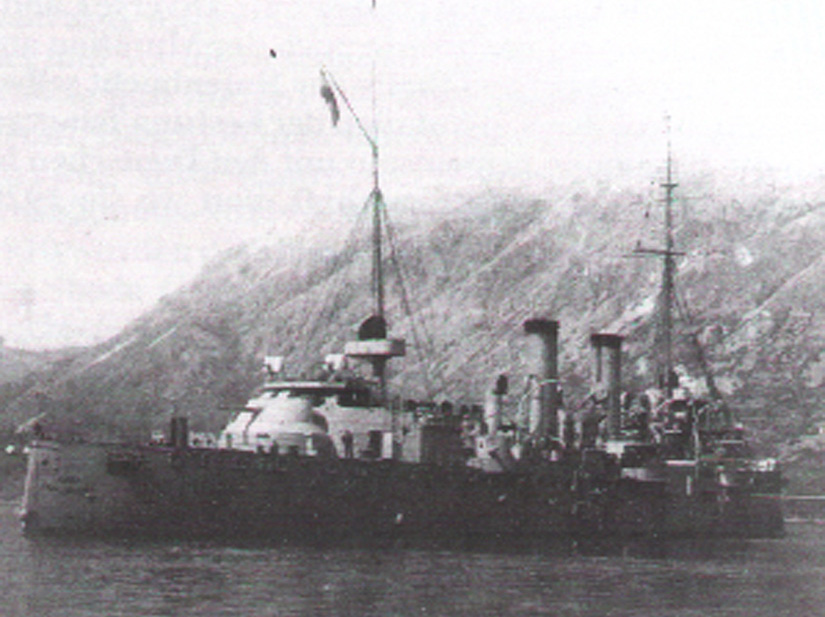
O Kaiser Franz Joseph I em Cátaro

Os longos períodos de inatividade começaram a desgastar as tripulações de vários navios da Marinha Austro-Húngara em Cátaro pelo início de 1918, principalmente aqueles que pouco participaram de combates. Um motim estourou em 1º de fevereiro, começando a bordo do cruzador blindado SMS Sankt Georg. Os amotinados rapidamente ganharam o controle da maioria das embarcações no porto, enquanto outros como o Kaiser Franz Joseph I hastearam a bandeira vermelha apesar de se manterem neutros na revolta. As tripulações dos cruzadores de reconhecimento SMS Novara e SMS Helgoland resistiram ao motim, com o último preparando seus torpedos, mas os amotinados no Sankt Georg apontaram seus canhões contra o Helgoland, fazendo este recuar. O capitão de fragata príncipe João de Liechtenstein, oficial comandante do Novara, inicialmente se recusou a permitir que um grupo de rebeldes subisse a bordo de seu navio, mas cedeu e deixou sua tripulação hastear a bandeira vermelha depois do cruzador blindado SMS Kaiser Karl VI ter também apontado suas armas contra o Novara. João e o capitão de fragata Erich von Heyssler, o comandante do Helgoland, discutiram durante a noite o que fazer com seus navios, já que suas tripulações tinham deixado de apoiar os rebeldes ativamente.
Várias das embarcações amotinadas abandonaram seus esforços no dia seguinte, 2 de fevereiro, e juntaram-se às forças legalistas que estavam na parte interna do porto. Isto ocorreu depois das baterias costeiras leais ao governo abrirem fogo contra o rebelde Kronprinz Erzherzog Rudolf. João arrancou a bandeira vermelha de seu navio e ordenou que ele escapasse para o interior do porto, sendo seguido pelos outros cruzadores de reconhecimento e a maioria dos barcos torpedeiros, então depois disso por vários dos navios maiores. Lá ficaram sob a proteção das baterias costeiras contra o motim. Ao final do dia apenas o Sankt Georg e alguns contratorpedeiros mantinham a rebelião. Os três couraçados da Classe Erzherzog Karl chegaram na manhã do dia 3 vindos de Pola e colocaram um fim no motim. A tripulação do Kaiser Franz Joseph I foi reduzida ao mínimo necessário imediatamente após a revolta, sendo convertido em um alojamento flutuante. Seus canhões foram removidos e usados em terra.
O almirante Maksimilijan Njegovan foi demitido de seu posto de Comandante da Marinha Austro-Húngara depois do fim do motim, porém à seu próprio pedido foi anunciado apenas que ele estava se aposentando. Miklós Horthy, comandante do couraçado SMS Prinz Eugen, foi promovido a contra-almirante e nomeado seu sucessor.

#### Fim da guerra
Ficou claro em outubro de 1918 que a Áustria-Hungria estava a beira da derrota na guerra. O imperador Carlos I, que havia sucedido Francisco José no final de 1916, depois de diversas tentativas fracassadas de suprimir rebeldes nacionalistas, decidiu quebrar a aliança com a Alemanha e apelar aos Aliados em uma tentativa de preservar o império da ruína total. Os austro-húngaros informaram os alemães do fim de sua aliança em 26 de outubro. A Marinha Austro-Húngara estava a beira de se fragmentar em linhas nacionalistas e étnicas. Horthy foi informado em 28 de outubro que um armistício era iminente, usando essa notícia para manter a ordem e impedir um motim em toda frota.
O auto-estabelecido Conselho Nacional de Zagreb anunciou, em 29 de outubro, que a Croácia estava cortando seus laços dinásticos com a Hungria. O conselho também pediu para que a Croácia e a Dalmácia se unificassem, com organizações eslovenas e bósnias jurando lealdade ao governo revolucionário. Esse novo governo provisório, apesar de ter rejeitado o domínio húngaro, ainda não tinha declarado independência da Áustria-Hungria. Carlos então pediu para que o recém-declarado Estado dos Eslovenos, Croatas e Sérvios ajudasse o governo de Viena a cuidar da frota de Pola e manter a ordem dentro da marinha. O governo do Conselho Nacional recusou-se a ajudar a menos que a Marinha Austro-Húngara fosse colocada sob seu comando. O imperador concordou com a transferência, ainda tentando impedir que seu império se desfizesse, contanto que as outras "nações" que formavam a Áustria-Hungria pudessem posteriormente reivindicar sua parte da frota. Todos os marinheiros que não eram de origem eslovena, croata, sérvia ou bósnia foram colocados temporariamente na reserva, enquanto aos oficiais foi dada a escolha de juntarem-se a nova marinha ou aposentarem-se.
O governo austro-húngaro decidiu transferir pacificamente a maior parte de sua frota para o Estado dos Eslovenos, Croatas e Sérvios. Isto foi considerado uma melhor opção do que entregá-la para os Aliados, pois o novo país tinha declarado neutralidade e não tinha derrubado Carlos, assim ainda existia a possibilidade de reformar o império em uma monarquia tripla. A transferência começou na manhã de 31 de outubro, com Horthy encontrando-se com representantes iugoslavos a bordo do couraçado SMS Viribus Unitis. Arranjos foram acordados e a transferência foi completada durante a tarde. O estandarte naval austro-húngaro foi tirado dos navios no porto. O controle ficou com o capitão Janko Vuković, que foi elevado para a patente de contra-almirante e Comandante da Marinha do Estado dos Eslovenos, Croatas e Sérvios.

### Pós-guerra

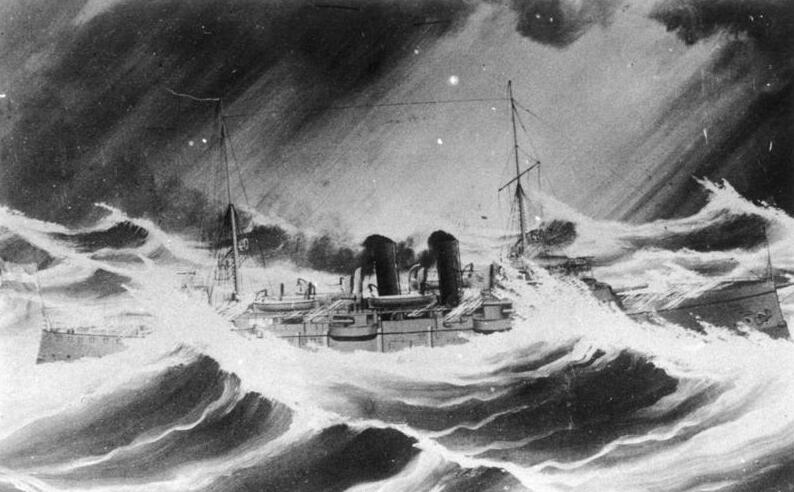
Ilustração do naufrágio do Kaiser Franz Joseph I em outubro de 1919

O Armistício de Villa Giusti, assinado entre a Itália e Áustria-Hungria em 3 de novembro, não reconheceu a transferência dos navios de guerra austro-húngaros para o Estado dos Eslovenos, Croatas e Sérvios. Consequentemente, embarcações italianas foram para os portos de Trieste, Pola e Fiume no dia seguinte, com tropas italianas ocupando as instalações navais de Pola no dia 5. Apesar do Estado dos Eslovenos, Croatas e Sérvios ter tentado manter o controle dos navios, eles não possuíam marinheiros e oficiais suficientes para isso, pois muitos daqueles que não eram iugoslavos já tinham ido embora para casa. O Conselho Nacional não ordenou resistência contra os italianos, mas também condenou as ações da Itália como sendo ilegítimas. Navios italianos, britânicos e franceses entraram em Cátaro em 9 de novembro e tomaram as embarcações austro-húngaras restantes, incluindo o Kaiser Franz Joseph I. Os Aliados concordaram, durante uma conferência realizada em Corfu na Grécia, que a transferência da Marinha Austro-Húngara não poderia ser aceita, mesmo com o Reino Unido expressando certa simpatia. O Conselho Nacional finalmente concordou em entregar os navios a partir do dia 10, tendo enfrentado a perspectiva de receber um ultimato dos Aliados pela devolução.
Enquanto Cátaro esteve sob ocupação Aliada após a guerra, o Kaiser Franz Joseph I permaneceu sob administração francesa, pois seria apenas em 1920 quando a distribuição final dos navios seria definida sob os termos do Tratado de Saint-Germain-en-Laye. O cruzador, sob controle francês, foi convertido em um navio depósito de munição. Ele acabou afundando em 17 de outubro de 1919 durante uma forte tempestade enquanto estava ancorado na Baía de Cátaro. Seu naufrágio foi atribuído a várias escotilhas abertas e pelo fato de que estava muito pesado acima da linha d'água devido às munições armazenadas a bordo. Uma equipe de salvamento holandesa descobriu os destroços do Kaiser Franz Joseph I em 1922 e começou operações de recuperação. Alguns de seus equipamentos, como guindastes de convés, acabaram sendo recuperados, porém a maior parte da embarcação permaneceu no fundo da baía. A companhia iugoslava Brodospas também realizou operações de recuperação nos destroços em 1967.

### Citações
1. ↑   Sondhaus 1994, p. 79
2. ↑   Sondhaus 1994, p. 94
3. ↑   Sokol 1968, p. 61
4. ↑   Sondhaus 1994, pp. 95–97
5. ↑   Sondhaus 1994, pp. 98–99
6. 1 2 3 4   Sondhaus 1994, p. 100
7. ↑   Pawlik 2003, p. 43
8. ↑   Sieche 1995, p. 29
9. ↑   «Reform of the Currency in Austria-Hungary». Journal of the Royal Statistical Society. 55 (2): 336. 1892. JSTOR 2979601
10. ↑   Sondhaus 1994, pp. 99–100
11. 1 2 3 4   Greger 1976, pp. 27, 29
12. 1 2   Noppen 2016, p. 6
13. 1 2   Noppen 2016, p. 5
14. 1 2 3 4   Sieche 1995, p. 28
15. ↑   Sondhaus 1994, pp. 128, 173
16. 1 2   Sondhaus 1994, p. 99
17. ↑   Hiscox 1893, p. 14235
18. 1 2 3 4 5 6   Greger 1976, p. 29
19. 1 2 3 4 5 6 7 8 9   Sieche & Bilzer 1979, p. 278
20. 1 2 3   Hiscox 1893, p. 14236
21. 1 2   Greger 1976, p. 27
22. ↑   Dickson, O'Hara & Worth 2013, p. 25
23. ↑   Sieche 1995, pp. 28–29
24. ↑   Sondhaus 1994, pp. 198–199
25. ↑   Sieche 1995, p. 31
26. ↑   Dickson, O'Hara & Worth 2013, p. 16
27. 1 2 3 4 5 6 7   Sieche 1995, p. 32
28. ↑   Sondhaus 1994, pp. 101–102
29. ↑   Sondhaus 1994, p. 110
30. ↑   Sondhaus 1994, pp. 124–125
31. ↑   Sondhaus 1994, p. 125
32. ↑   Sondhaus 1994, p. 131
33. ↑   Sieche 1995, pp. 32–33
34. 1 2 3   Sieche 1995, pp. 34–35
35. 1 2   Sieche 1995, p. 35
36. ↑   Sondhaus 1994, p. 185
37. ↑   Sondhaus 1994, pp. 185–186
38. ↑   Sondhaus 1994, pp. 232–234, 246
39. 1 2   Sondhaus 1994, pp. 257–258
40. ↑   Sondhaus 1994, p. 262
41. ↑   Sondhaus 1994, p. 260
42. ↑   Sondhaus 1994, pp. 262–263
43. ↑   Donko 2013, pp. 4, 156–162, 427
44. 1 2 3   Sondhaus 1994, p. 263
45. ↑   Sondhaus 1994, p. 365
46. ↑   Sondhaus 1994, pp. 285–286
47. ↑   Koburger 2001, p. 59
48. ↑   Sondhaus 1994, p. 318
49. 1 2   Sieche 1995, p. 34
50. ↑   Halpern 2004, pp. 48–50
51. ↑   Koburger 2001, p. 96
52. ↑   Halpern 2004, p. 50
53. ↑   Halpern 2004, pp. 52–53
54. ↑   Sondhaus 1994, p. 322
55. ↑   Sondhaus 1994, p. 144
56. ↑   Sondhaus 1994, p. 326
57. ↑   Sondhaus 1994, pp. 350–351
58. ↑   Sondhaus 1994, pp. 351–352
59. 1 2   Sondhaus 1994, p. 352
60. 1 2   Sokol 1968, pp. 136–137, 139
61. ↑   Koburger 2001, p. 118
62. ↑   Sondhaus 1994, pp. 353–354
63. ↑   Halpern 1994, p. 177
64. ↑   Sondhaus 1994, pp. 357–359